# Ceratocumatidae
Famille
Les Ceratocumatidae est une famille de crustacés appartenant à la classe des malacostracés et à l'ordre des cumacés.

## Liste des genres
- Ceratocuma
- Cimmerius